# ジェームズ・ブラウン (第2代キルメイン男爵)
第2代キルメイン男爵ジェームズ・コールフィールド・ブラウン（英語: James Caulfeild Browne, 2nd Baron Kilmaine、1765年3月16日 – 1825年5月23日）は、アイルランド王国出身の貴族、政治家。

## 生涯
初代キルメイン男爵ジョン・ブラウンとアリス・コールフィールド（Alice Caulfeild、1797年12月17日没、第3代チャールモント子爵ジェームズ・コールフィールドの娘）の息子として、1765年3月16日に生まれ、5月9日に洗礼を受けた。
1790年1月21日から同年4月9日までカーロウ・バラ選挙区の代表としてアイルランド庶民院議員を務めた。
1794年6月7日に父が死去すると、キルメイン男爵位を継承した。
1825年5月23日にバースのパルトニー・ストリートで死去、息子ジョン・キャヴェンディッシュが爵位を継承した。

## 家族
1793年7月25日、アン・キャヴェンディッシュ（Anne Cavendish、1774年3月22日 – 1863年7月6日、第2代準男爵サー・ヘンリー・キャヴェンディッシュの娘）と結婚、8男2女をもうけた。
- ジョン・キャヴェンディッシュ（1794年6月11日 – 1873年1月13日） - 第3代キルメイン男爵[4]
- サラ・ルイーザ（1796年3月7日[3] – 1881年6月22日） - 1825年4月13日、ジョージ・ディスブラウ（George Disbrowe、1876年7月22日没）と結婚[4]
- ヘンリー・モンタギュー（英語版）（1799年10月3日 – 1884年11月24日） - 聖職者。1822年4月11日、キャサリン・ペネロープ・ド・モンモランシー（Catherine Penelope de Montmorency、1858年6月24日没、初代フランクフォート・ド・モンモランシー子爵ロッジ・ド・モンモランシーの娘）と結婚、子供あり[4]
- ジョージ・オーガスタス（1801年2月18日 – 1878年12月25日） - 陸軍少佐。1845年4月30日、アン・ハモンド・モーガン（Anne Hammond Morgan、1850年5月22日没、サー・チャールズ・モーガンの娘）と結婚。1853年10月20日、フランシス・メアリー・ブルーン（Frances Mary Brune、1904年8月9日没、チャールズ・プリドー・ブルーンの娘）と再婚、子供あり[4]
- オーガスタス・コールフィールド・ジェームズ（1803年11月15日 – 1831年8月6日） - 溺死[3]
- アナスタシア・ジョージアナ（1805年12月25日 – 1826年7月3日[3]）
- ジェームズ（1808年8月15日 – 1809年2月18日[3]）
- ジェームズ・アンソニー（1809年12月12日 – ?） - 夭折[3]
- リチャード・ハウ（Richard Howe、1811年10月1日 – 1888年4月1日） - 1833年5月9日、エリザベス・ブラウン（Elizabeth Browne、1876年10月28日没、ジョン・ブラウン（第2代キルメイン男爵の弟）の娘）と結婚、子供あり。1880年2月14日、エリス・ワトキン（Elise Watkin、1930年7月21日没、H・S・ワトキンの娘）と再婚、子供あり[5]
- フレデリック・ロングワース（Frederick Longworth、1811年10月1日 – 1864年1月6日） - 生涯未婚[4]